# 北村清士 (郷土史家)
北村 清士（きたむら せいし、1887年〈明治20年〉7月17日 - 1980年〈昭和55年〉4月4日）は、大分県直入郡竹田町（現・竹田市）出身の教育者・郷土史家。竹田市立図書館館長、別府大学文学部講師。竹田市名誉市民。

## 経歴

### 戦前

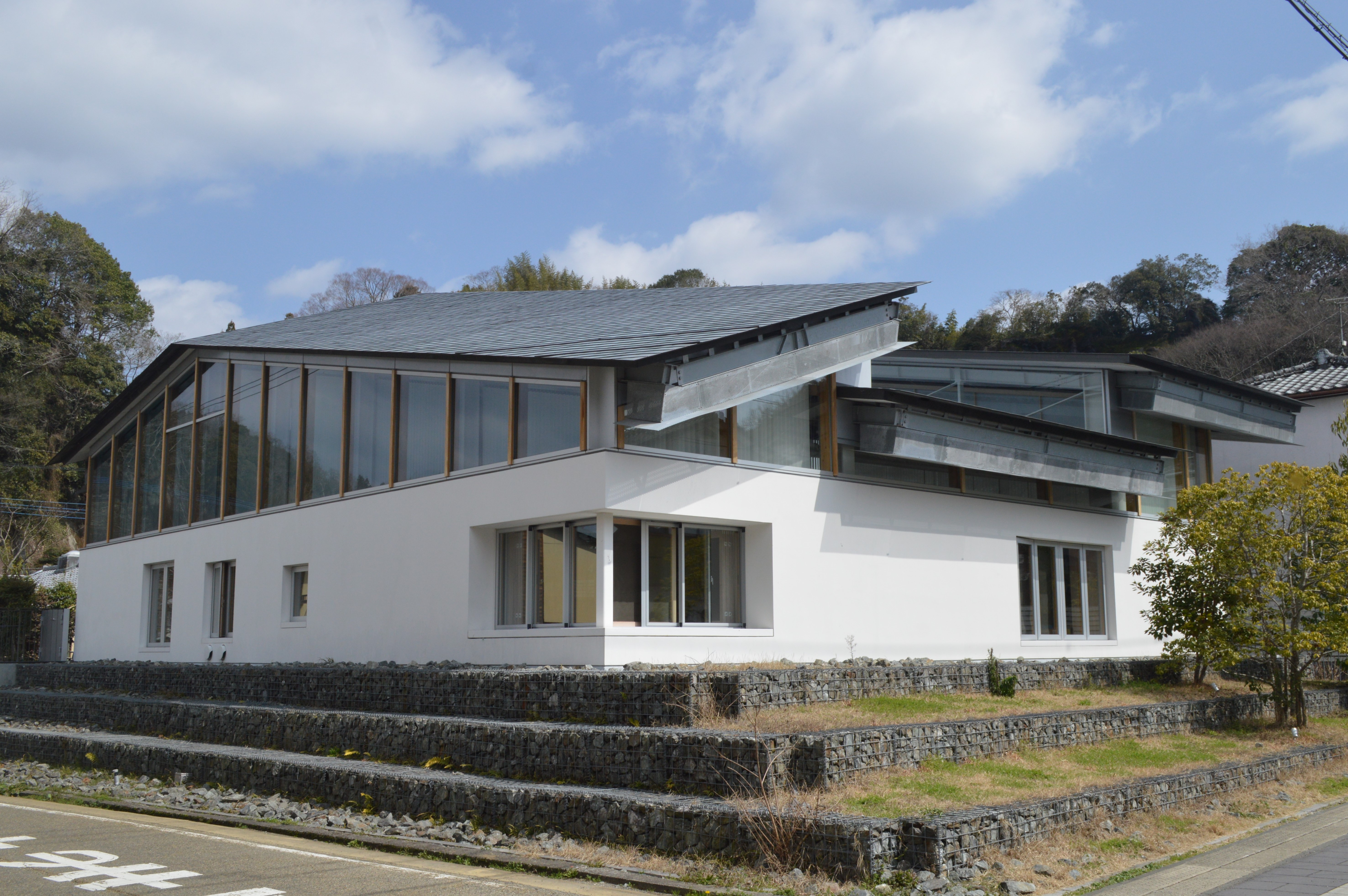
竹田市立図書館

1887年（明治20年）7月17日、大分県直入郡竹田町（現・竹田市）の旧士族の家に生まれ、1908年（明治41年）に大分師範学校（大分大学学芸学部の前身）を卒業した。1916年（大正5年）に文部省師範学校中学校高等女学校教員検定試験に合格し、鹿児島県、大分県、東京府で中等学校の教諭や校長を務めた。

### 戦後
第二次世界大戦後に竹田町に帰郷し、1953年（昭和28年）に竹田市立図書館の館長に就任した。図書館勤務のかたわら郷土史の研究を行い、126冊に及ぶ著書を残した。別府大学文学部講師も務めた。

### 晩年
1967年（昭和42年）には勲五等双光旭日章を受章した。1979年（昭和54年）9月には竹田市名誉市民に推挙された（第7号）。1980年（昭和55年）4月4日に死去した。
竹田市竹田奥谷の自宅の一角の書斎では、蔵書を奥渓文庫（おくたにぶんこ）として公開していた。大分県内のキリシタン史料などの貴重な資料や書籍を所蔵していた。奥渓文庫のそばには顕彰碑が建てられている。

## おもな著書
- 『直入郡全史』私家版、1933年（編集）
- 『中川家御紋並花押考』私家版、1957年
- 『農民一揆』私家版、1958年
- 『大分県の切支丹史料』私家版、1960年
- 『修正増補 清原雄風家集』竹田市立図書館、1960年
- 『岡藩藩祖中川秀成公の略伝 : 三百五十年祭典に際して』中川秀成公三百五十年祭典奉賛会、1961年
- 『庶民的な偉人中川入山公伝』私家版、1961年
- 『岡城物語』1962年
  - 『詩情豊かな岡城物語』私家版、1974年再版（北村清士著・中村孝也校閲）
- 『滝廉太郎を偲ぶ』私家版、1963年
- 『西南戦争血涙史』私家版、1965年
- 『竹田市の名勝旧蹟を尋ねて』私家版、1965年
- 『黒川文哲先生伝 偉大なるその生涯』竹田市立図書館、1969年
- 『中川史料集』新人物往来社、1969年
- 『竹田市埋蔵文化財 包蔵地調査カード』私家版、1970年